# Clubiona flavocincta
Clubiona flavocincta är en spindelart som beskrevs av Hercule Nicolet 1849. Clubiona flavocincta ingår i släktet Clubiona och familjen säckspindlar. Inga underarter finns listade i Catalogue of Life.